# Deutsche Schlager-Festspiele 1965
Die fünften Deutschen Schlager-Festspiele fanden am 12. Juni 1965 im Kurhaus in Baden-Baden statt. Wie in den Vorjahren hatte der Verein Deutsche Schlager-Festspiele e. V. bereits im Herbst 1964 Texter und Komponisten aufgerufen, Songs für die Veranstaltung einzureichen.
Bis Ende Januar 1965 gingen über 230 Titel ein, aus denen eine 13-köpfige Jury 24 Titel auswählte, die sich am 23. Mai 1965 bei einer Fernseh-Vorentscheidung des SFB in der Berliner Deutschlandhalle unter Beteiligung des RIAS aus Berlin dem Publikum stellten. Die zwölf Interpreten, welche jeweils zwei Titel vortrugen, wurden vom RIAS-Tanzorchester unter Leitung von Werner Müller begleitet.
Durch das Saalpublikum in Berlin und aus einer von Infratest durchgeführten repräsentativen Hörerbefragung wurden die zwölf Teilnehmer der Endausscheidung ermittelt, die sich am 12. Juni in Baden-Baden dem Publikum stellten. Die Endausscheidung wurde wieder von Ursula von Manescul und Heidi Abel moderiert. Die Interpreten wurden vom SWF-Orchester und Leitung von Rolf-Hans Müller begleitet. Der Sieger wurde durch 3 Gruppen ermittelt. Diese waren die 11 Rundfunkanstalten (einschließlich Deutschlandfunk), Infratest und das Saalpublikum.
Die Veranstaltung rief erneut ein positives Echo hervor. Einige der Titel waren auch in den Hitparaden wiederzufinden und sind teilweise heute zu Evergreens geworden. Allen voran der Siegertitel, komponiert und getextet von Heinz Korn, mit dem Peggy March ihren Durchbruch auf dem deutschen Schlagermarkt erreichte. Die Single wurde auch international bekannt, nachdem Peggy March das Lied auf Englisch und Italienisch auf Schallplatte veröffentlichte. Auch der Zweitplatzierte kletterte bis auf Platz 5 der Hitparade. Einen internationalen Erfolg hatte später auch Frank Sinatra mit dem Titel Sommerwind, obwohl der von Grethe Ingmann vorgetragene Titel bereits bei der Vorentscheidung ausschied.
Trotz dieser Erfolge zogen die ersten Schatten über die Festspiele auf. Dem Verein Deutsche Schlager-Festspiele e. V. wurden verschiedene Unstimmigkeiten vorgeworfen. Dies führte letztendlich zur Auflösung des Vereins am 29. November 1965.

## Die Teilnehmer 1965
| Platz | Titel                                      | Interpret                |
| ----- | ------------------------------------------ | ------------------------ |
| 01.   | Mit 17 hat man noch Träume                 | Peggy March              |
| 02.   | Sprich nicht drüber                        | Wencke Myhre             |
| 03.   | Das fünfte Rad am Wagen                    | Siw Malmkvist            |
| 04.   | Blondes Haar am Paletot                    | Dorthe                   |
| 05.   | Meine Hochzeitsreise mach ich auf den Mond | Conny Froboess           |
| 06.   | Gib dein Wort, Linda Lou                   | Blue Diamonds            |
| 07.   | Eine Schwalbe macht noch keinen Sommer     | Dorthe                   |
| 08.   | Eine Rose blüht in Colorado                | Peter Hinnen             |
| 09.   | Das Leben ist wunderbar                    | Renate & Werner Leismann |
| 10.   | Die Zillertaler Blasmusik                  | Billy Mo                 |
| 11.   | Mir geht’s genauso wie dir                 | Renate & Werner Leismann |
| 12.   | Lebewohl Winnetou                          | Medium-Terzett           |

Nicht in die Endrunde qualifizieren konnten sich folgende 12 Titel:
- Die Liebe ist ein Wildwestfilm, Ralf Bendix
- Zwei Zigaretten, Ralf Bendix
- Küss mich, Blue Diamonds
- Schöne Männer sind nicht sehr gefährlich, Conny Froboess
- Doch der Mississippi, Peter Hinnen
- Sommerwind, Grethe Ingmann
- Ich wird' traurig sein, Grethe Ingmann
- Das Tagebuch der ersten Liebe, Siw Malmkvist
- Liebesbriefe, Peggy March
- Am fernen Strand der bunten Träume, Medium-Terzett
- Es wird gebeten, beim Trompeten nicht zu schießen, Billy Mo
- Wann fängt bei dir die Liebe an, Wencke Myhre